# Lijst van rijksmonumenten in Tuil
De plaats Tuil telt 7 inschrijvingen in het rijksmonumentenregister. Hieronder een overzicht.
| Object                                                              | Oorspronkelijke functie? | Bouwjaar                                        | Architect | Locatie              | Coördinaten?                  | Nr.?   | Afbeelding        |
| ------------------------------------------------------------------- | ------------------------ | ----------------------------------------------- | --------- | -------------------- | ----------------------------- | ------ | ----------------- |
| Oorspronkelijk T-vormige boerderij van het betuwse type             | Boerderij                | 1867 (steen)                                    |           | Langstraat 11        | 51° 49' 23" NB, 5° 14' 17" OL | 30341  | Meer afbeeldingen |
| Hervormde kerk                                                      | Kerk en kerkonderdeel    | waarschijnlijk 14e eeuw (oorsprong)             |           | Langstraat 12        | 51° 49' 22" NB, 5° 14' 21" OL | 30342  | Meer afbeeldingen |
| Toren der hervormde kerk                                            | Kerk en kerkonderdeel    | waarschijnlijk 14e eeuw (benedendeel)           |           | Langstraat bij 12    | 51° 49' 22" NB, 5° 14' 21" OL | 30343  | Meer afbeeldingen |
| T-huis van het betuwse type                                         | Boerderij                | 1720                                            |           | Sint Antoniestraat 2 | 51° 49' 22" NB, 5° 14' 26" OL | 30344  | Meer afbeeldingen |
| Consistorie                                                         | Kerk en kerkonderdeel    | 14e eeuw (bouw) 1810 (uitbr.) 1850-1860 (rest.) |           | Langstraat 12        | 51° 49' 22" NB, 5° 14' 22" OL | 522051 | Meer afbeeldingen |
| Pastorie met aangebouwd koetshuis en hek                            | Kerkelijke dienstwoning  | 1863                                            |           | Langstraat 14        | 51° 49' 22" NB, 5° 14' 20" OL | 522052 | Meer afbeeldingen |
| Toegangshek met muur behorende bij het hervormd kerkcomplex te tuil | Kerk en kerkonderdeel    | 1860-1870                                       |           | Langstraat bij 12    | 51° 49' 22" NB, 5° 14' 22" OL | 525501 | Meer afbeeldingen |